# Tumeochrysa issikii
Tumeochrysa issikii là một loài côn trùng trong họ Chrysopidae thuộc bộ Neuroptera. Loài này được Kuwayama miêu tả năm 1961.